# هو وانغ لي
هو وانغ لي (هانغل: 이호왕) (26 أكتوبر 1928 - 5 يوليو 2022)، هو عالم فيروسات كوري جنوبي، هو مكتشف فيروسات هانتا.

## جوائز
- أعلى جائزة إنجاز مدني في الولايات المتحدة (1979)
- جائزة إنشون (1987)
- جائزة هوام (1992)
- جائزة أمير تايلاند ماهيدول (1995)
- جائزة نيكاي آسيا اليابانية (2001)
- وسام الإبداع في العلوم والتكنولوجيا جائزة (2002)
- جائزة Seo Jae-pil الطبية (2009)
- في عام 2018 ، تم اختياره كعالم جدير في كوريا.
- تم اختياره كعضو أجنبي في الأكاديمية الأمريكية للعلوم (NAS) وعضو فخري في الأكاديمية اليابانية للعلوم.